# Енджеюв
Енджеюв или Андреев (пол. Jędrzejów) — город в Польше, входит в Свентокшиское воеводство, Енджеювский повят. Имеет статус городско-сельской гмины. Занимает площадь 11,37 км². Население — 17 015 человек (на 2005 год).

## География
Город Енджеюв располагается на расстоянии 38 км от г.Келч, 78 км от г.Краков и около 101 км от г.Ченстохов. Недалеко от города протекают две небольшие реки — Jasionka и Brzeźnica. Географическая область, в которой находится Енджеюв, называется Płaskowyż Jędrzejowski, которая является частью Wyżyny Małopolskiej. Перед тем, как здесь возникли первые поселения, эта территория была покрыта болотами. Рельеф данной области равнинный. Самая низкая точка рельефа располагается в долине реки Brzeźnicy (201 м над уровнем моря), а наивысшей точкой является взгорье Гай (301 м над уровнем моря) на севере от Енджеюва.

## История
История возникновения города
Между VII и XII в.в. на территории современного Енджеюва существовало поселение Брежница (Brzeźnica). Однако в результате последних археологических исследований стало известно, что люди селились в этой местности и намного раньше. Одним из доказательств служит обнаружение в близлежащей деревне Скронув (Skroniów) монеты с изображением Цезаря Диоклециана, правившим Римской Империей с 284 по 305 г.г. На основании сделанных открытий археологи заявили, что город вёл активную торговлю с Римской Империей. В этом была заслуга выгодного географического положения. Брежница лежала неподалёку от крупного торгового тракта, ведущего из южных областей в Клайпеду. С римлянами торговали шкурами и известняком с горы Св.Креста, обменивая их на деньги.
Во время Второй мировой войны на территории города нацисты создали гетто. Практически все его узники были перевезены и уничтожены в лагере смерти Треблинка. 

## Фотографии

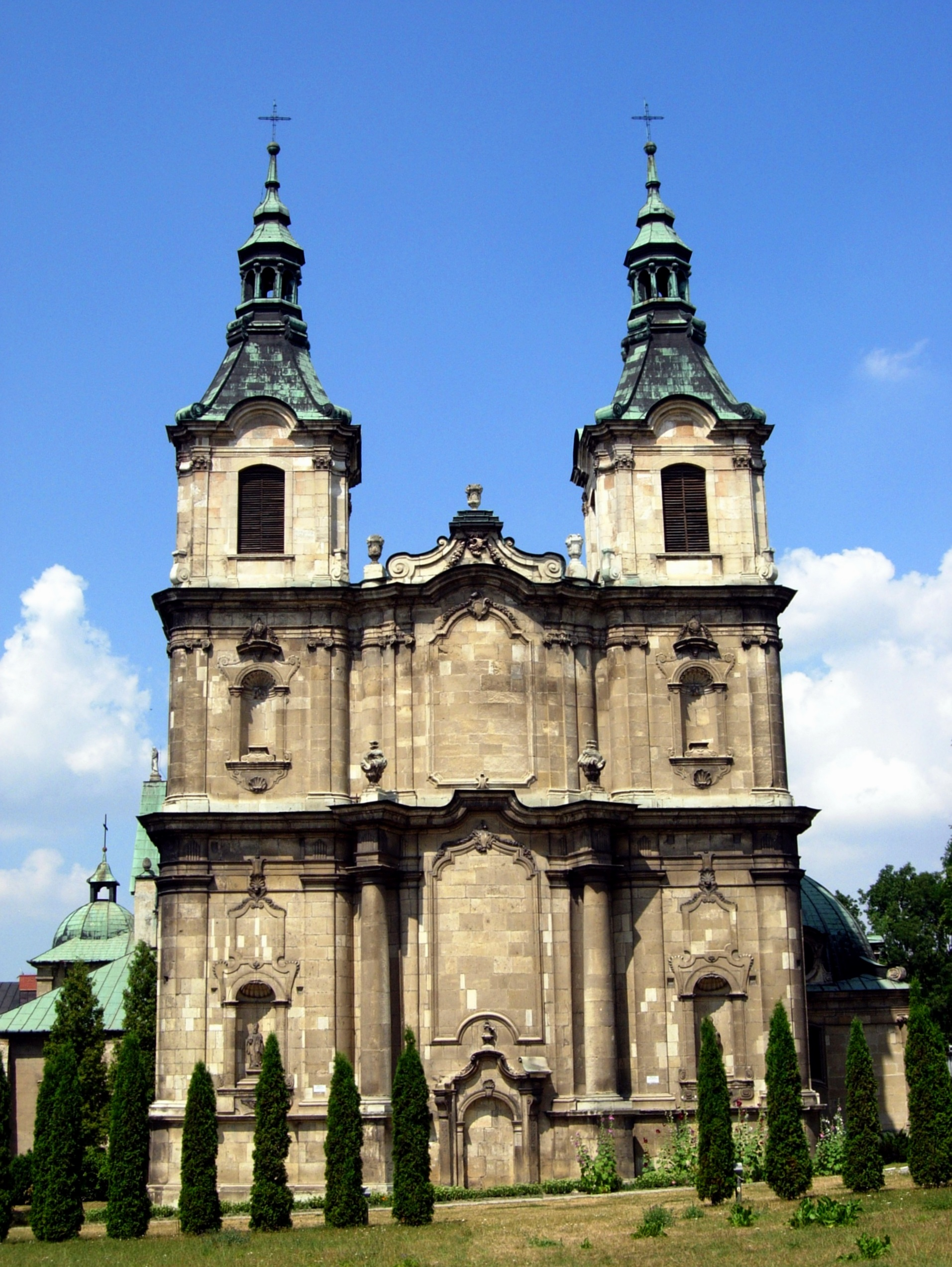
Костёл
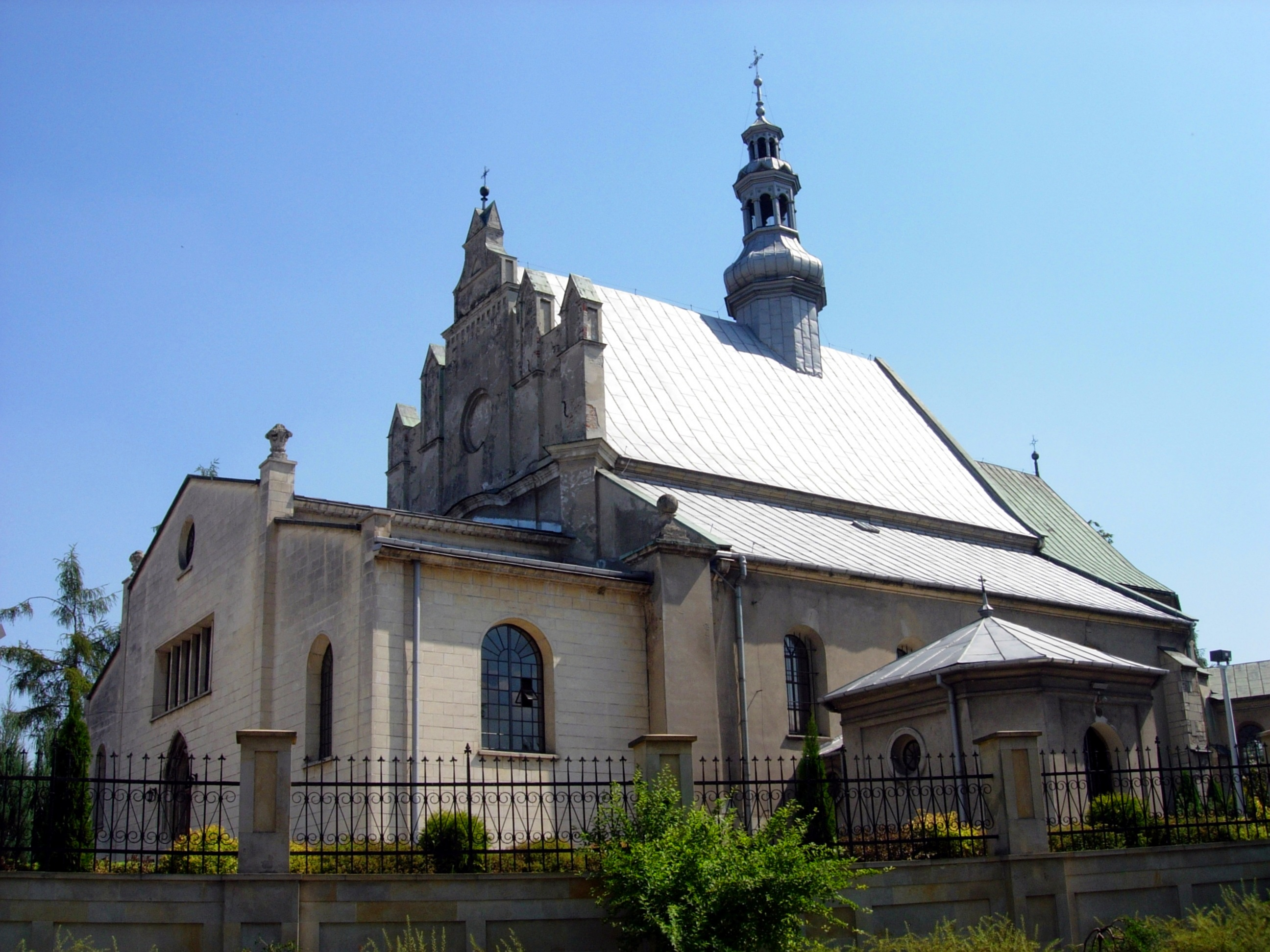
Костёл
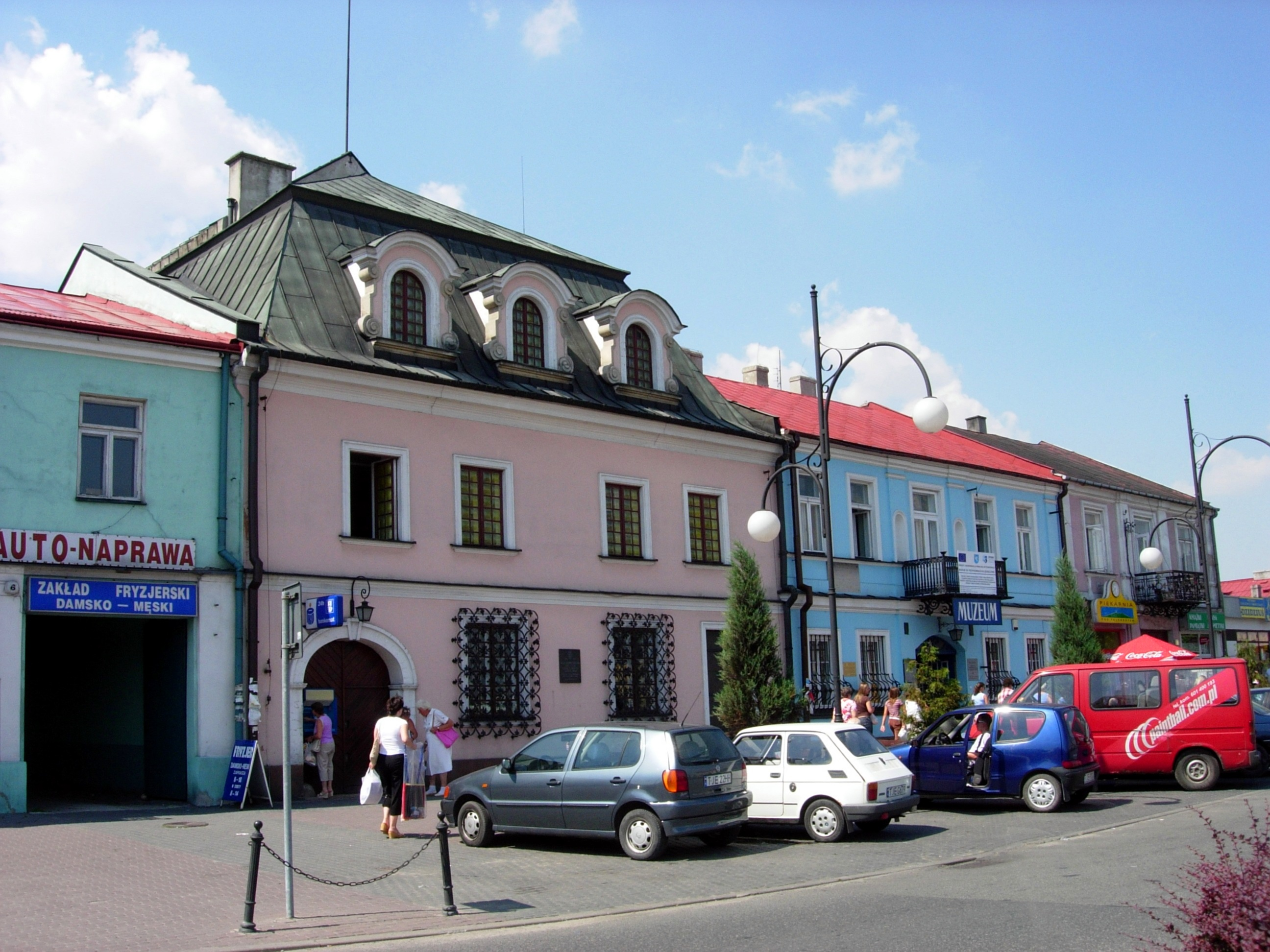
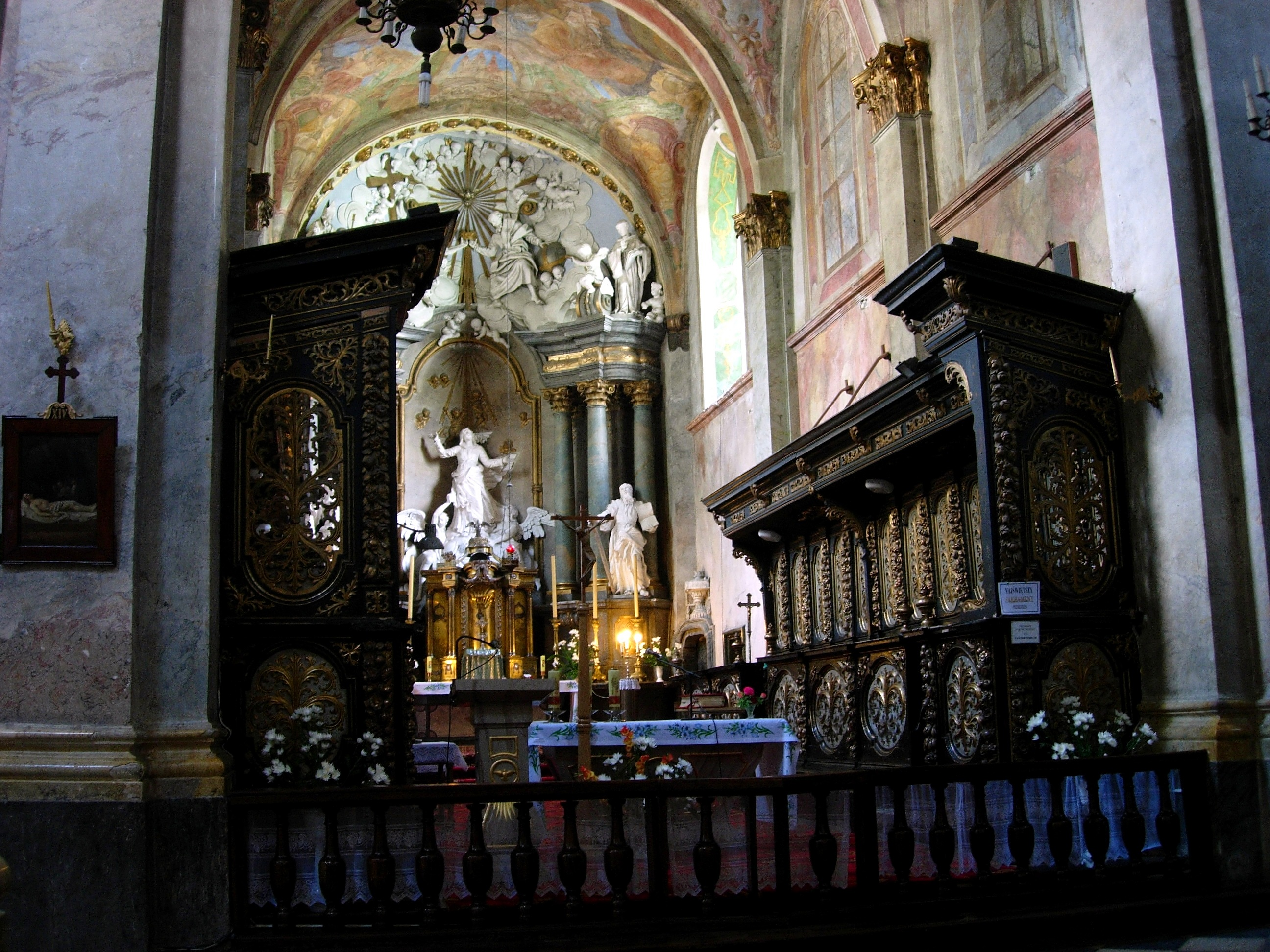
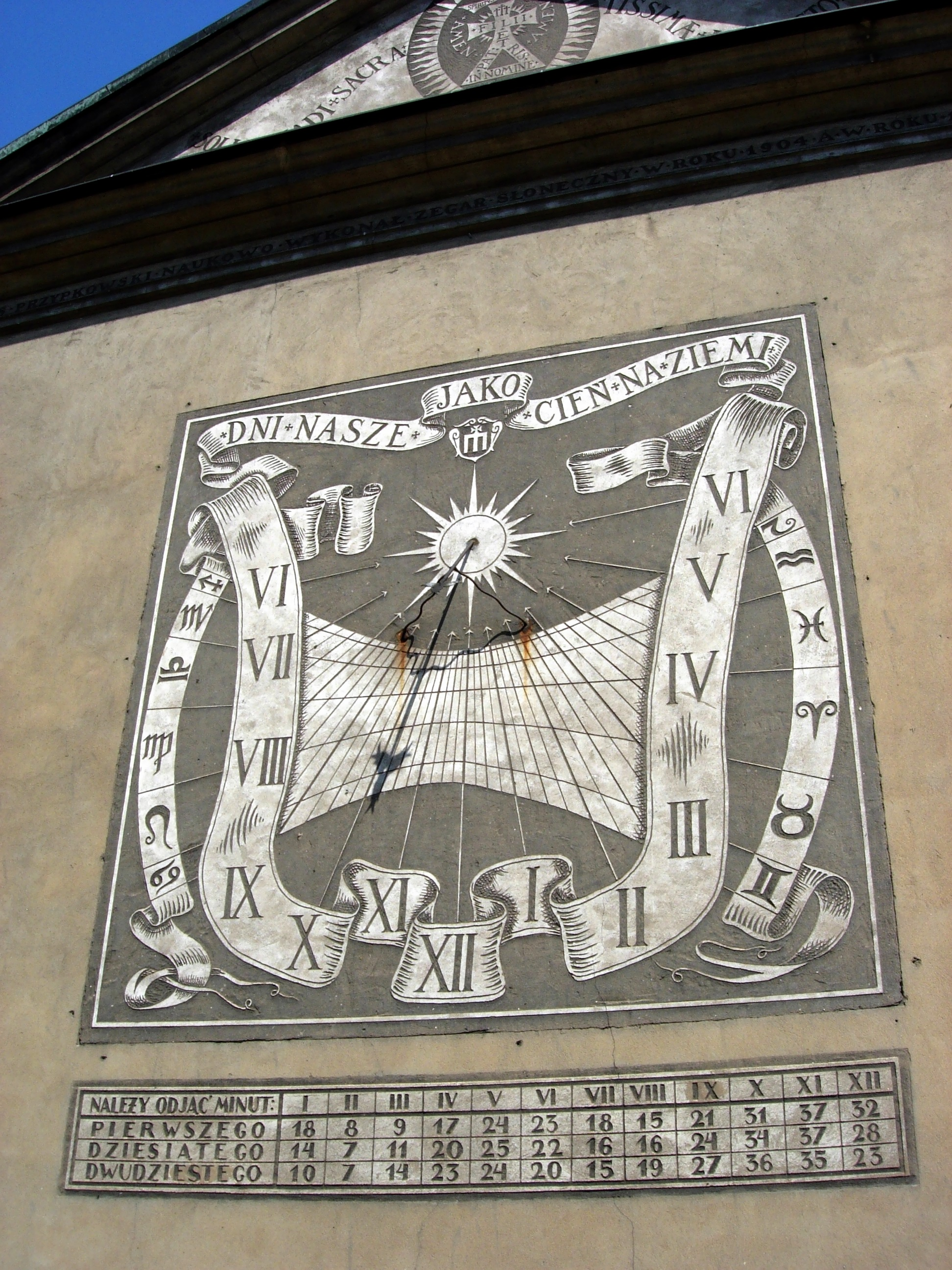